# Jürgen Hogrefe
Jürgen Hogrefe (* 1949 in Bergen) ist ein deutscher Journalist, Buchautor und Manager.

## Leben und Wirken
Hogrefe wurde 1949 in Bergen (Landkreis Celle) geboren und studierte von 1971 bis 1978 Publizistik, Politik und Lateinamerikanistik an der FU Berlin. Von 1973 bis 1976 war er Lektor im Oberbaum Verlag. Der zu dieser Zeit maoistisch ausgerichtete Verlag publizierte „Agitationshilfen für den Kampf um den Sozialismus in der Bundesrepublik und Westberlin“ und verstand seine Bücher als „Mittel zur Umerziehung für Intellektuelle“. Nach einem Volontariat bei der Hannoverschen Allgemeinen Zeitung arbeitete Hogrefe von 1983 bis 1985 als Pressesprecher der Fraktion der Grünen im Niedersächsischen Landtag. Von 1985 bis 2003 war er als Redakteur für den Spiegel tätig, dabei von 1994 bis 1998 als Nahostkorrespondent in Jerusalem. 2002 veröffentlichte er eine Biographie über den damaligen Bundeskanzler Gerhard Schröder. Im Mai 2003 holte ihn der damalige Vorstandsvorsitzende Utz Claassen als Leiter des Holding-Bereichs „Wirtschaft, Politik und Gesellschaft“ zur EnBW Energie Baden-Württemberg AG; ab September 2003 war er dort Generalbevollmächtigter. Er verließ das Unternehmen laut EnBW zum 1. Januar 2009 „auf eigenen Wunsch und in gutem Einvernehmen“.
Er ist Vorsitzender des Arbeitskreises „Urban Technologies“ der BDI-Initiative „Innovationsstrategien und Wissensmanagement“, welche von EnBW finanziert wird.
Jürgen Hogrefe ist in zweiter Ehe mit der Journalistin Astrid Frohloff verheiratet.

## Werke
- Jürgen Hogrefe, Eckart Spoo (Hrsg.): Niedersächsische Skandalchronik von Albrecht bis Vajen. Steidl Verlag, Göttingen 1990, ISBN 3-88243-152-0.
- Gerhard Schröder: ein Porträt. Siedler, Berlin 2002, ISBN 3-88680-757-6.
- Utz Claassen mit Jürgen Hogrefe: Das neue Denken – das Neue denken. Ethik, Energie, Ästhetik. Steidl, Göttingen 2005, ISBN 3-86521-120-8.